# جاك ديفال
جاك ديفال (بالفرنسية: Jacques Deval )‏ (و. 1890 – 1972 م) هو مخرج أفلام، وكاتب، وكاتب سيناريو، وكاتب مسرحي فرنسي، ولد في باريس، توفي في باريس، عن عمر يناهز 82 عاماً.

## التعليم
تعلم في كلية الفنون في باريس ‏.

## وصلات خارجية
- جاك ديفال على موقع IMDb (الإنجليزية)
- جاك ديفال على موقع ألو سيني (الفرنسية)
- جاك ديفال على موقع ميوزك برينز (الإنجليزية)
- جاك ديفال على موقع أول موفي (الإنجليزية)
- جاك ديفال على موقع قاعدة بيانات برودواي على الإنترنت (الإنجليزية)
- جاك ديفال على موقع قاعدة بيانات الأفلام السويدية (السويدية)
- جاك ديفال على موقع ديسكوغز (الإنجليزية)
- جاك ديفال على موقع قاعدة بيانات الفيلم (الإنجليزية)
- جاك ديفال على موقع كينوبويسك (الروسية)